# Paulista Futebol Clube
Il Paulista Futebol Clube, noto anche semplicemente come Paulista, è una società calcistica brasiliana con sede nella città di Jundiaí, nello stato di San Paolo.

## Storia
Nel 1903, i dipendenti della Companhia Paulista de Estradas de Ferro fondarono il Jundiahy Football Club. Nel 1908, a causa della mancanza di tempo dei suoi membri, il Jundiahy Football Club fu sciolto. Tifosi, simpatizzanti e giocatori del defunto Jundiahy fondarono il Paulista Futebol Clube il 17 maggio 1909.
Nel 2005, il club vinse la Coppa del Brasile, dopo aver sconfitto il Fluminense in finale. L'anno seguente, il Paulista ha partecipato per la prima volta alla Coppa Libertadores.

## Palmarès

### Competizioni nazionali
- Coppa del Brasile: 1

2005
- Campeonato Brasileiro Série C: 1

2001

### Competizioni statali
- Campeonato Paulista Série A2: 4

1919, 1921, 1968, 2001
- Campeonato Paulista Série A4: 1

2019
- Campeonato Paulista Segunda Divisão: 1

2024
- Copa Paulista: 3

1999, 2010, 2011

### Competizioni giovanili
- Copa São Paulo de Futebol Júnior: 1

1997

### Altri piazzamenti
- Campionato paulista:

Finalista: 2004
- Recopa Sul-Brasileira:

Semifinalista: 2010